# Pijl (sterrenbeeld)

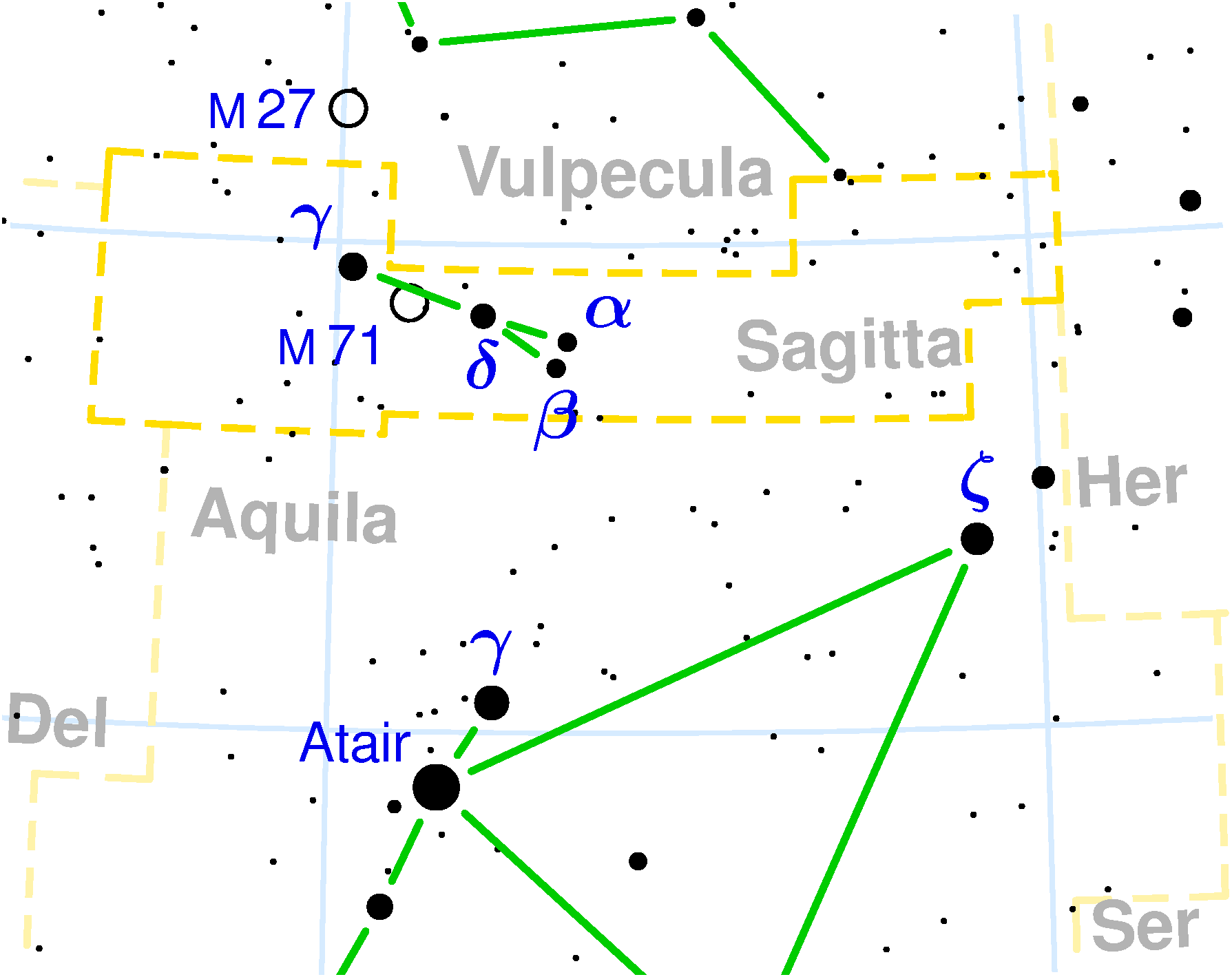
Kaart van het sterrenbeeld Pijl.

Pijl (Sagitta, afkorting Sge) is een klein sterrenbeeld aan de noordelijke hemelkoepel, liggende tussen rechte klimming 18u56m en 20u18m en tussen declinatie +16° en +21°.

## Sterren
Het sterrenbeeld heeft geen heldere sterren, de helderste, gamma Sagittae, heeft magnitude 3,47.
- Sham (α, alpha Sagittae)

De naam Sham of Alsahm werd vroeger gebruikt voor het hele sterrenbeeld.

## Wat is er verder te zien?
Sagitta bevindt zich in een rijk deel van de Melkweg. Er is één Messierobject in dit sterrenbeeld, de bolvormige sterrenhoop Messier 71.

## Telescopisch waarneembare objecten

### New General Catalogue(NGC)
NGC 6838, NGC 6839, NGC 6873, NGC 6879, NGC 6886, NGC 6892

### Index Catalogue (IC)
IC 1312, IC 4997

## Aangrenzende sterrenbeelden
(met de wijzers van de klok mee)
- Vosje (Vulpecula)
- Hercules
- Arend (Aquila)
- Dolfijn (Delphinus)